# Pasilobus mammatus
Pasilobus mammatus là một loài nhện trong họ Araneidae.
Loài này thuộc chi Pasilobus. Pasilobus mammatus được Mary Agard Pocock miêu tả năm 1898.